# Сергиевский, Михаил Васильевич
Михаи́л Васи́льевич Сергие́вский (27 октября 1898, Жарёнки, Симбирская губерния — 1982, Куйбышев) — советский физиолог и преподаватель, ученик Н. А. Миславского.

## Биография
Родился 27 октября 1898 года в деревне Жарёнки в семье священника. Отец хотел, чтобы сын пошёл по его стопам, однако он в 1917 году окончил 4 общеобразовательных класса Симбирской духовной семинарии поступил на юридический факультет КазГУ, однако учёбу прервала Гражданская война в России, куда он был мобилизован и получил воинское звание рядового и затем служил сначала в Белой, а затем в Красной армиях. В 1921 году вернулся в КазГУ, однако мест на юридическом факультете уже не было, и тогда его направили на медицинский факультет, который он окончил в 1926 году. Желание стать юристом у него пропало, и теперь он мечтал стать врачом. Успехи во время учёбы он показал ошеломительные, тогда администрация решила оставить дипломированного специалиста у себя, где он вплоть до 1936 года работал научным сотрудником. В 1936 году переехал в Куйбышев, где устроился на работу в Куйбышевский медицинский институт и проработал вплоть до 1976 года, заведуя кафедрой физиологии, одновременно с этим с 1941 по 1945 год основал лабораторию желудочного сока и заведовал ею. В 1952 году был удостоен Сталинской премии.
Выступал с лекциями в Америке.
Скончался в 1982 году в Куйбышеве.

## Преподавательская деятельность
За годы своей педагогической работы подготовил 14 докторов, 64 кандидата медицинских наук, а также тысячи молодых учёных-биологов, учёных-врачей, которые продолжили его дело.

## Научные работы
Основные научные работы посвящены физиологии дыхания. Автор 900 научных работ и журнальных статей, несколько монографий и 1 книгу, которая сразу же получила Сталинскую премию.
- Исследовал чувствительность дыхательного центра к углекислому газу.
- Предложил теорию регуляции дыхания.
- Установил анатомическую и функциональную взаимосвязь дыхательного и сосудодвигательного центра.

## Избранные сочинения
- Сергиевский М. В. Дыхательный центр млекопитающих животных.

## Членство в научных обществах
- 1952—82 — член-корреспондент АМН СССР.